# Скра
Скра (Skra, Scra, Schra, Schrage — «книга законов», «судебник»; а также как «Новгородская скра») — представляет собой устав или судебник Немецкого двора, который потом распространился на всю ганзейскую контору в Новгороде. Семь раз подвергался редакции в XIII—XVII веках.

## Этимология
Термин скра А. И. Соболевский сближал со словами скрыга, крыга (оба означают «льдину»), скрижаль («доска, плита») и другими словами, считая его принадлежащим к древнерусскому языку. Он предполагал, что название досок, на которых писали в Новгороде, перешло к названию судебника Немецкого двора. Согласно А. И. Соболевскому, этот судебник вначале вырезался на доске, а потом был переписан на писчем материале. А. Г. Преображенский поддерживал его мнение. М. Фасмер считал выведение слова скра из славянских языков ошибочным. По его мнению, данный термин является заимствованием из средне-нижне-немецкого schra, сравнимым с древнескандинавским skrá в значении «сушёная кожа, высушенный мех, книга, свод законов».

## Редакции устава
После появления в Новгороде Немецкого двора был выработан купеческим сообществом этого двора устав под названием «скра». Устав известен в семи редакциях, первая из которых появилась во второй четверти XIII века, а последняя в 1603 году. Скра содержала правила торговли с Новгородом и его западными партнёрами, внутренние отношения купеческого двора, регулировала штрафные санкции за нарушения в ведении торговли и другие положения. В 1371 году была принята четвёртая редакция, выработанная на съездах ганзейских городов. Теперь этот устав стал общеганзейским.